# Stenalcidia unidentifera
Stenalcidia unidentifera är en fjärilsart som beskrevs av Dyar 1913. Stenalcidia unidentifera ingår i släktet Stenalcidia och familjen mätare. Inga underarter finns listade i Catalogue of Life.